# Signiphora polistomyiella
Signiphora polistomyiella är en stekelart som beskrevs av Richards 1935. Signiphora polistomyiella ingår i släktet Signiphora och familjen långklubbsteklar. Inga underarter finns listade i Catalogue of Life.